# San Jose Indoor 1979
Il San Jose Indoor 1979 è stato un torneo di tennis giocato sul sintetico indoor. È stata la 2ª edizione del torneo, che fa parte del Colgate-Palmolive Grand Prix 1979. Si è giocato a San Jose negli Stati Uniti dal 16 al 22 aprile 1979.

## Campioni

### Singolare maschile
John McEnroe ha battuto in finale  Peter Fleming con il punteggio di 6–4 6–4

### Doppio maschile
Peter Fleming /  John McEnroe hanno battuto in finale  Hank Pfister /  Brad Rowe con il punteggio di 6–3 6–4